# ピラタス PC-6
PC-6 ポーター
PC-6/B2-H2M ターボ・ポーター
- 用途：連絡機・観測機・軽輸送機など
- 分類：軽飛行機
- 製造者：ピラタス
- 運用者：民間航空、南極地域観測隊、アメリカ陸軍など多数
- 初飛行：1959年5月4日
- 生産数：600機以上

ピラタス PC-6（英語: Pilatus PC-6）は、スイスのピラタスが開発した軽飛行機。単発プロペラ機であり、生産機数は900機以上。初飛行は1959年5月4日。愛称はポーター/ターボ・ポーター(Porter/Turbo Porter)。

## 概要
多目的軽飛行機であり、山岳地帯や雪上でも運用が容易なように、高いSTOL性能と丈夫な機体構造を有している。胴体断面は角型であり、高翼配置の主翼となっている。エンジンは当初レシプロエンジンだったが、1961年からはターボプロップエンジンとなった。アメリカ合衆国のフェアチャイルドでも約100機がライセンス生産され、21世紀に入ってからも生産が継続されている。
山岳地帯や極地での運用評価は高く、日本の南極地域観測隊でも用いられたほか、標高5,750mにあるダウラギリの氷河上への固定翼機高所着陸記録を持っている。
STOL性に優れていた事から、ベトナム戦争ではエア・アメリカが軽輸送機として使用していた他、末期にはアメリカ空軍がフェアチャイルド製の機体を使用して製造されたAU-23ミニ・ガンシップ機を運用し、タイからの撤退時に同国へ供与されている。また、アメリカ陸軍は2機のターボ・ポーターをUV-20A チリカフア(Chiricahua)の名称でベルリンでの活動に使用していた。
2010年代に入っても、年10機の製造が続けられてきたが、2019年初頭の製造中止が発表された。なおサポートは20年間継続して行われる。

## 派生型

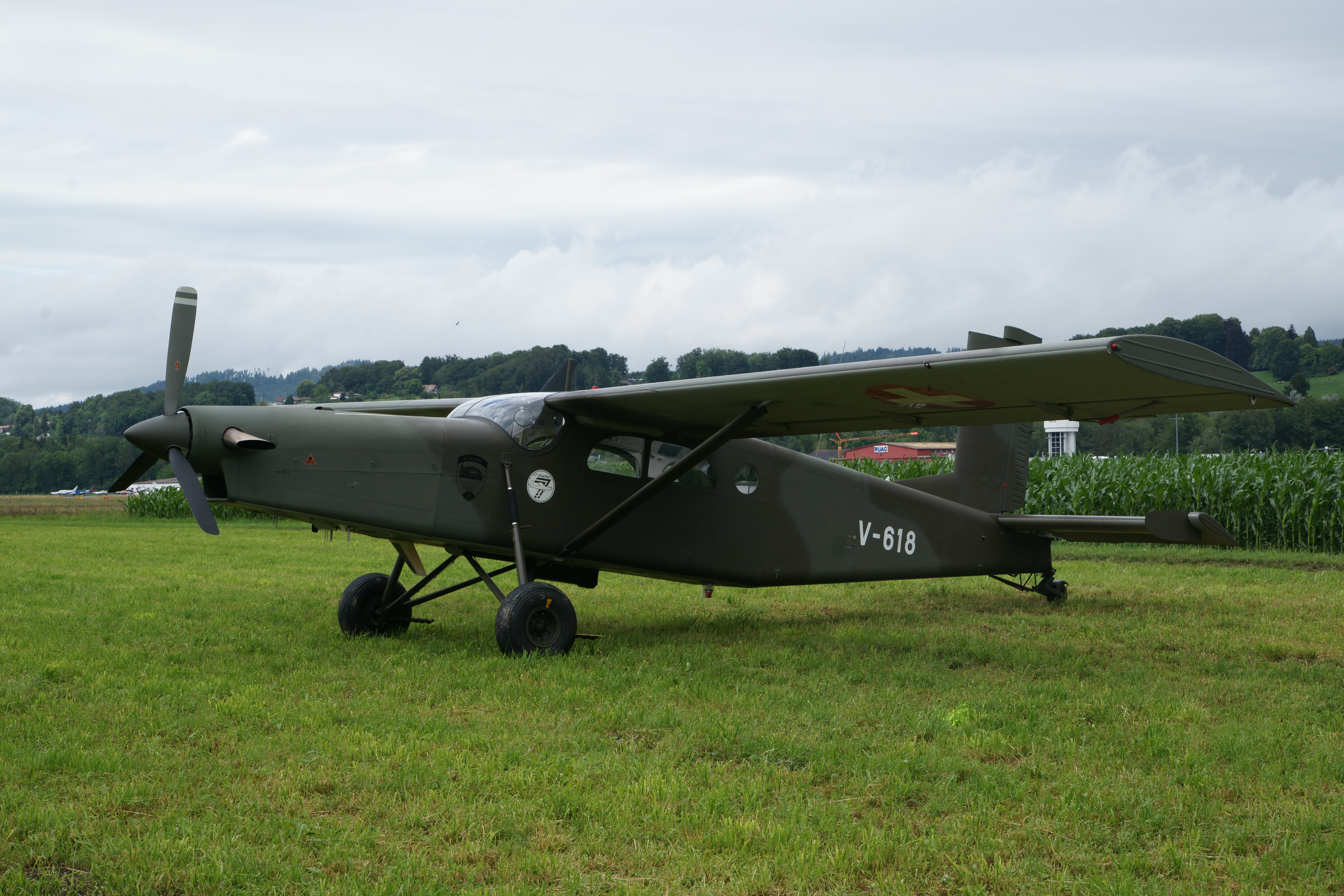
スイス空軍のPC-6/B2-H2 ターボ・ポーター

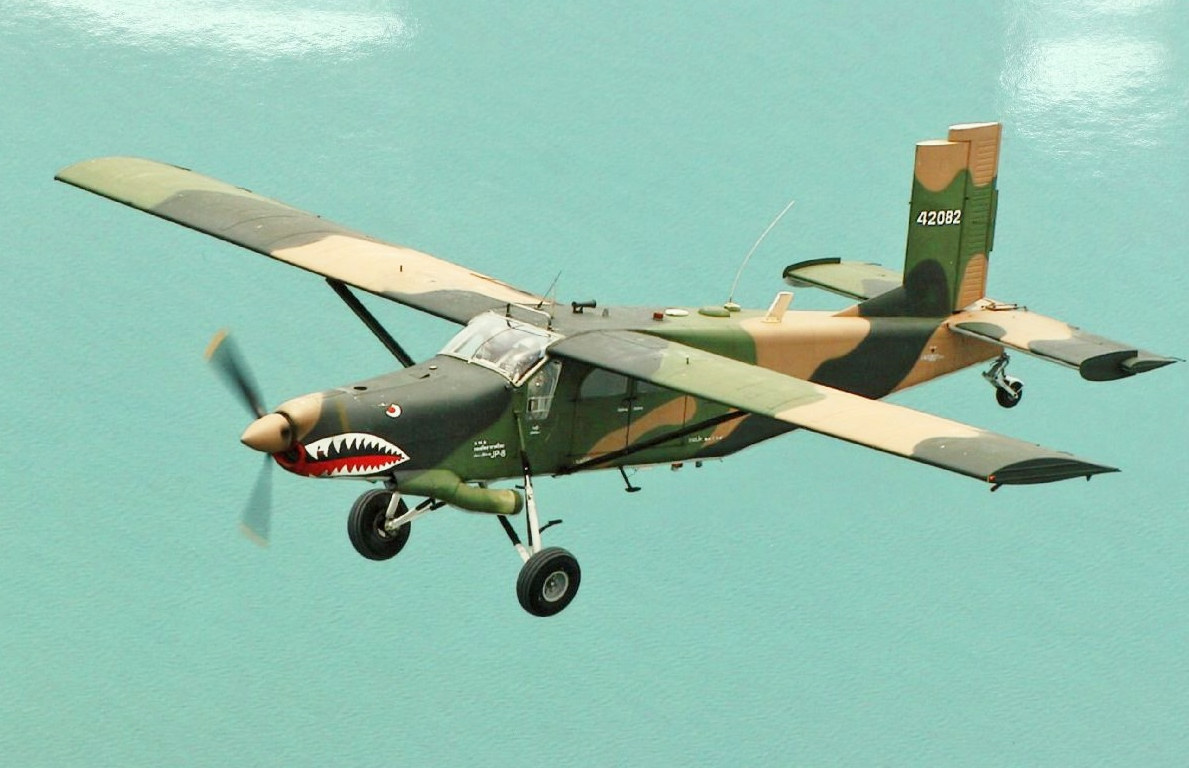
AU-23A

PC-6 ポーター
最初の量産型。エンジンはアブコ・ライカミング製GSO-480-B1A6ピストンエンジン(340hp)を搭載。
PC-6/350 ポーター
エンジンをIGO-540A1A(350hp)に変更。
PC-6/A ターボ・ポーター
最初のターボプロップ型。チュルボメカ製アスタゾウIIE/G(390kW)を搭載。
PC-6/A1 ターボ・ポーター
エンジンをアスタゾウXII(427kW)に変更。
PC-6/A2 ターボ・ポーター
エンジンをアスタゾウXIVE(427kW)に変更。
PC-6/B ターボ・ポーター
エンジンをプラット・アンド・ホイットニー・カナダ製PT6A-6A(410kW)に変更。
PC-6/B1 ターボ・ポーター
エンジンをPT6A-20(410kW)に変更。
PC-6/B2-H2 ターボ・ポーター
エンジンをPT6A-27(507kWを410kWに減格)に変更。
PC-6/B2-H4 ターボ・ポーター
機体構造を改善し、主翼端にウィングチップを追加。現在生産中。
PC-6/C ターボ・ポーター
エンジンをギャレット製TPE331-25D(429kW)に変更。フェアチャイルド社で試作機が作られた。
PC-6/C1 ターボ・ポーター
エンジンをTPE331-1-100(429kW)に変更。
PC-6/C2-H2 ターボ・ポーター
フェアチャイルド社による独自の派生型。エンジンはTPE331-101F(485kW)を搭載し、主翼下に4箇所のハードポイントを装備し武装可能となった。AU-23の名称で正式採用。
PC-6/D-H3 ターボ・ポーター
ターボチャージャー付きアブコ・ライカミング製エンジンを搭載した試作機。

## 採用国（軍用）
アラブ首長国連邦
 アルゼンチン
 オーストラリア
 オーストリア
- オーストリア空軍 - 2023年時点で、8機のPC-6Bを保有している[2]。

 ボプタツワナ
 ボリビア
 チャド
 スイス
 コロンビア
 アルジェリア
 エクアドル
 フランス
- フランス陸軍 - 2023年時点で、5機のPC-6Bを保有している[3]。

 イラン
 イスラエル
 メキシコ
 ミャンマー
 ネパール
 オマーン
 ペルー
 スロベニア
 タイ
 アメリカ合衆国
 南アフリカ共和国

## 諸元 (PC-6/B2-H2)
- 全長：10.9 m
- 全幅：15.13 m
- 全高：3.2 m
- 空虚重量：1,208 kg
- 最大離陸重量：2,770 kg
- エンジン：プラット・アンド・ホイットニー・カナダ PT6A-27（550軸馬力） ×1
- 最大巡航速度：260 km/h（高度10,000 ft）
- 実用上昇限度：8,535 m
- 航続距離：1,050 km（機内燃料のみ）
- 乗員：1名
- ペイロード：1,130 kg あるいは乗客最大10名